# Zebastian Modin
Zebastian Tintin Modin, född 20 juni 1994 i Frösö församling i Jämtlands län, är en svensk paraidrottare som tävlar i längdskidåkning och skidskytte. Han är blind och tävlar i klass B1. Modin representerar Östersunds Skidlöpareklubb.
Modin deltog i de paralympiska vinterspelen 2010 i Vancouver, där han tog brons i längdskidåkningssprinten tillsammans med ledsagaren Albin Ackerot. Modin var den yngsta deltagaren i hela mästerskapen.
Modin var nominerad till pris vid Svenska idrottsgalan 2011 i kategorin årets idrottare med funktionshinder.
I den första världscuptävling 2011 och tog Modin sin första seger. Den kom i klassisk sprint, samma disciplin där han tog brons under Paralympics i Vancouver. Världscuptävlingarna avgjordes i finska Voukatti.
15 mars 2011 mottog Modin Radiosportens pris "Årets Stjärnskott 2010" inom funktionshinderidrotten. Han mottog priset inför drygt tusen åskådare i Östersunds Sporthall vid Jämtland baskets hemmamatch. Modin är ett stort fan av Jämtland basket och tillhör deras hejarklack.
Vid Paralympiska vinterspelen 2014 i Sotji tog Modin sitt andra Paralympiska brons när han kom på tredje plats på 20 km för synskadade. Detta blev Sveriges första medalj i mästerskapet. Två dagar senare följde han upp bronset med ett silver i sprint. I mixedstafetten ställde Modin upp tillsammans med Helene Ripa och tillsammans tog de silver. Även detta Paralympics var hans ledsagare Albin Ackerot.
Zebastian Modin tog VM-guld i sprint, med guiden Emil Jönsson Haag vid World Para Nordic Skiing Championships i Prince George, Kanada den 19 februari 2019. De vann även ett silver och två brons tillsammans vid paralympiska vinterspelen 2022.